# Colonia Patria Nueva
Colonia Patria Nueva es una localidad del estado mexicano de Guanajuato. Es parte del municipio de Celaya.

## Demografía
| Censo | Población |
| ----- | --------- |
| 2000  | 1 122     |
| 2010  | 1 214     |
| 2020  | 1 084     |